# Дерменджи, Джевдет Умерович
Джевдет Умерович Дерменджи (1918—1985) — советский военный, участник Великой Отечественной войны; был представлен к званию Героя Советского Союза, но награждён орденом Ленина.

## Биография
Родился 27 августа 1918 года в Крыму в селе Кикенеиз.
Был призван в Красную армию вскоре после начала Великой Отечественной войны — 3 июля 1941 года Симферопольским военкоматом. Будучи принятым в этом же году в ВКП(б), на короткое время был направлен в 1180-й пехотный полк, а 5 ноября 1942 года был назначен заместителем командира роты автоматчиков по политической части.
За свои действия 26 сентября 1943 года, когда Джевдет Дерменджи во второй раз возглавил свой батальон при переправе через реку Днепр, 31 октября 1943 года. Несмотря на обстрел вражеской артиллерии, пулеметного огня и минометов, он повел батальон, который первым из десантной группы перебрался на правый берег реки, в атаку. В течение четырёх дней бойцы отражали неоднократные контратаки вражеских танков и пехоты, что позволило остальным частям переправиться через реку и закрепиться в этом районе. Несмотря на ранение в бою, за свои действия Дерменджи был представлен к званию Героя Советского Союза вместе с 28 другими бойцами Красной Армии, отличившимися в боях, но из 29 человек в списке он был единственным человеком, не удостоенным этой награды, получив 22 февраля 1944 года только орден Ленина. После победоносного сражения за Днепр он стал исполняющим обязанности командира 3-го стрелкового батальона 1120-го стрелкового полка.
На протяжении всей войны он участвовал в боях за крупные города, включая Сталинград и Одессу, был несколько раз ранен.
После войны был выслан из Крыма и жил в Оренбурге, где стал агрономом, а затем директором совхоза. Позже он возглавил отдел облисполкома и защитил диссертацию на соискание ученой степени кандидата сельскохозяйственных наук на тему «Удобрение капусты и безрассадный способ её возделывания в Оренбургской области».
Умер 12 марта 1985 года в Оренбурге до получения права возвращения на родину.

## Награды
Был награждён орденом Ленина (22 февраля 1944), двумя орденами Красного Знамени (13 марта и 31 октября 1943), орденом Александра Невского (15 октября 1943) и орденом Отечественной войны 1-й степени (14 сентября 1944), а также медалями.